# 네줄무늬땅다람쥐
네줄무늬땅다람쥐(Lariscus hosei)는 다람쥐과에 속하는 설치류의 일종이다. 보르네오섬의 토착종이다. 자연 서식지는 아열대 또는 열대 기후 지역의 건조림이다. 서식지 감소로 위협을 받고 있다.